# Lyriothemis elegantissima
Lyriothemis elegantissima е вид водно конче от семейство Libellulidae. Видът не е застрашен от изчезване.

## Разпространение
Разпространен е в Китай (Гуандун, Гуанси и Фудзиен), Провинции в КНР, Тайван, Тайланд, Хонконг и Япония (Рюкю).

## Описание
Популацията на вида е стабилна.